# Jon Iversen
Jon Wolsgaard Iversen (1. december 1889 i Sakskøbing – 17. august 1964 i København) var en dansk skuespiller, sceneinstruktør og filminstruktør.
Han debuterede på Horsens Teater og blev senere skuespiller og sceneinstruktør ved Alexandrateatret, Det Ny Teater, Dagmarteatret, Aarhus Teater, Casino, Odense Teater og Folketeatret.
Han optrådte i en række stumfilm og nåede senere at medvirke i en del spillefilm, hvor han også i mange situationer helligede sig instruktørfaget.

## Filmografi
- Møllerens Datter - 1912
- Hotel Paradis – 1931
- Paustians Uhr – 1932
- København, Kalundborg og - ? – 1934
- Barken Margrethe af Danmark – 1934
- Week-End – 1935
- Giftes-nej tak – 1936
- Frøken Møllers jubilæum – 1937
- Inkognito – 1937
- En ganske almindelig pige – 1940
- Familien Olsen – 1940
- Pas på svinget i Solby – 1940
- Tag til Rønneby Kro – 1941
- Frøken Vildkat – 1942
- Støt står den danske sømand – 1948
- I gabestokken – 1950
- Dorte – 1951
- Arvingen – 1954
- Far til fire på Bornholm – 1959

### Som instruktør
- Plat eller krone – 1937
- Flådens blå matroser – 1937
- Den gamle præst – 1938
- Tag til Rønneby Kro – 1941
- Tyrannens fald – 1942
- En pige uden lige – 1943
- Elly Petersen – 1944
- Stjerneskud – 1947
- De røde heste – 1950
- I gabestokken – 1950
- Mosekongen – 1950
- Hold fingrene fra mor – 1951
- Vores fjerde far – 1951
- Dorte – 1951
- Avismanden – 1952
- Ta' Pelle med – 1952
- Min søn Peter – 1953
- Det gælder livet – 1953
- Arvingen – 1954
- Tre finder en kro – 1955
- Den kloge mand (1956) – 1956
- Sønnen fra Amerika – 1957
- Det lille hotel – 1958
- Mor skal giftes – 1958
- Den rige enke – 1962
- Sikke'n familie – 1963